# Svitavy
Svitavy (németül Zwittau) város Csehországban, a Pardubicei kerületben, az egykori Cseh Királyság és Morvaország között, Česká Třebová várostól 17 km-re délre egy széles mélyedésben terül el.

## Történelem
A mai város helyén a Svitava folyón átvezető gázlónál a litomyšli Premontrei Rend által a 12. században alapított falu volt. Az első említést Svitavy akkor adott magáról, amikor az olmützi Schauenburk Bruno püspök leigázta a cseh-morva határvidéket. A falu a nevét Svitava (áttetsző, tiszta) folyó nevéről kapta. A falu benépesítéséhez a Frank Birodalomból, Bajorországból és Sziléziából hívtak telepeseket. A 13. század második felében Svitavy várossá lépett elő. A 14. században a város köré három kapuval ellátott falat építettek. A husziták idejében, a harmincéves, a Napóleoni és a porosz háborúk alatt a város sokat szenvedett, mert a hadak vonulási útján feküdt. A város fejlődésének nagy lökést adott a vasútépítés, de főleg a textilipar alapítása. 1938 októberében a Szudéta-vidékhez csatolták és a német hadsereg elfoglalta.

## Látnivalók
A város értékes történelmi magját képezi a hosszúkás főtér Csehország második leghosszabb árkádjával. Több értékes városi épület, templomok, a városfal maradványa és barokk szobrok képezik a turisztikai értékeket.
Svitavy legkarakteresebb házai közé tartozik a régi városház és a mellette levő „A mórhoz” („U mouřenína”) nevű épület. A város legrégebbi temploma a Szent Egyed (csehül Kostel svatého Jiljí) temetőtemplom. A városvédő falból a félkör alakú bástya maradt meg. A város épületei közül főleg a Városi Múzeum és Ottendorfer-ház érdemel figyelmet. Köztereken egy sor szobor és emlékmű látható.

## Népesség
A település népessége az elmúlt években az alábbi módon változott:
| Lakosok száma | 5800 | 9029 | 9297 | 13 878 | 19 075 | 17 040 | 16 949 | 16 758 | 16 261 | 16 073 |
|               | 1869 | 1900 | 1921 | 1961   | 1980   | 2014   | 2017   | 2020   | 2022   | 2025   |